# Caballos salvajes
Caballos salvajes es una película argentina estrenada el 10 de agosto de 1995, dirigida por Marcelo Piñeyro, protagonizada por Héctor Alterio, Leonardo Sbaraglia y Cecilia Dopazo, y coprotagonizada por Fernán Mirás y  Daniel Kuzniecka. También contó con la participación especial de Federico Luppi, Cipe Lincovsky, Antonio Grimau y Mónica Scaparone.

## Sinopsis
José (Héctor Alterio), un viejo anarquista, entra en una financiera y amenaza con suicidarse si no le devuelven el dinero que le hurtaron. El joven empresario Pedro Mendoza (Leonardo Sbaraglia), desbordado ante esa situación, abre todos los cajones de la oficina y le da todo el dinero que encuentra, que resulta ser una fortuna robada por la empresa a sus contribuyentes. Pedro opta por defender al viejo haciendo que este le apunte a su cabeza y lo lleva a la cochera, donde ambos escapan en el auto deportivo del joven. Viven durante cuatro días alternativas violentas y solidarias en su huida desesperada por la Patagonia argentina, enlazando una fuerte amistad. En el camino conocen a Ana (Cecilia Dopazo), que termina acompañándolos en su viaje. Perseguidos sea por la policía que por los killers de la empresa, el caso tiene repercusiones inusitadas en los medios, que al principio los apoyan y luego los traicionan.  El desenlace muestra por qué para José era tan importante recuperar ese dinero como para arriesgar la vida por ello.

## Reparto
| Actor                   | Personaje                     |
| ----------------------- | ----------------------------- |
| Héctor Alterio          | José                          |
| Leonardo Sbaraglia      | Pedro                         |
| Cecilia Dopazo          | Ana                           |
| Fernán Mirás            | Martín Juárez                 |
| Daniel Kuzniecka        | Rodolfo                       |
| Antonio Grimau          | Enrique García Del Campo      |
| Cipe Lincovsky          | Natalia                       |
| Federico Luppi          | Eusebio                       |
| Eduardo Carmona         |                               |
| Adrián Yospe            | Matón 1                       |
| Mónica Scaparone        | Mónica                        |
| Regina Lamm             | Margarita Lamadrid            |
| Héctor Malamud          | Mozo                          |
| Alex Benn               | Esteban                       |
| Jorge García Marino     | Padre de Pedro                |
| Miguel Ruiz Díaz        | Matón 2                       |
| Fernando Álvarez        | Camionero 1                   |
| Tito Haas               | Camionero 2                   |
| Ernesto Claudio         | Editor                        |
| Emilio Bardi            | Carrasco                      |
| Jorge Petraglia         | Rogelio                       |
| Pablo Patlis            | Asistente de García Del Campo |
| Eduardo Peaguda         | Saverio                       |
| Óscar Rodríguez         | Camionero                     |
| Alejandro Fiore         | Camionero                     |
| Alejandro Fain          | Camionero                     |
| Jorge Prado             | Camionero                     |
| Miguel Ángel Porro      | Dueño de estación de servicio |
| Hernán Alix             | Agente de policía 1           |
| Juan Carlos Silvetti    | Agente de policía 2           |
| Julia Calvo             | Enfermera                     |
| Analía Vigliocco        | Enfermera                     |
| Celina Tell             |                               |
| Laura Carina Pantaleone | Reportera                     |
| Héctor Bordoni          |                               |
| Marina Peralta Ramos    |                               |
| Federico D'Elía         | Voz en la radio               |
| Luz Moyano              |                               |
| Guadalupe Martínez      |                               |
| Guillermo Hernández     |                               |
| Silvia Dotta            |                               |
| Marcelo Carmelo         |                               |
| José Zelik              |                               |
| Augusto Rommer          |                               |
| Roberto Dimare          |                               |